# Steinhausen an der Rottum

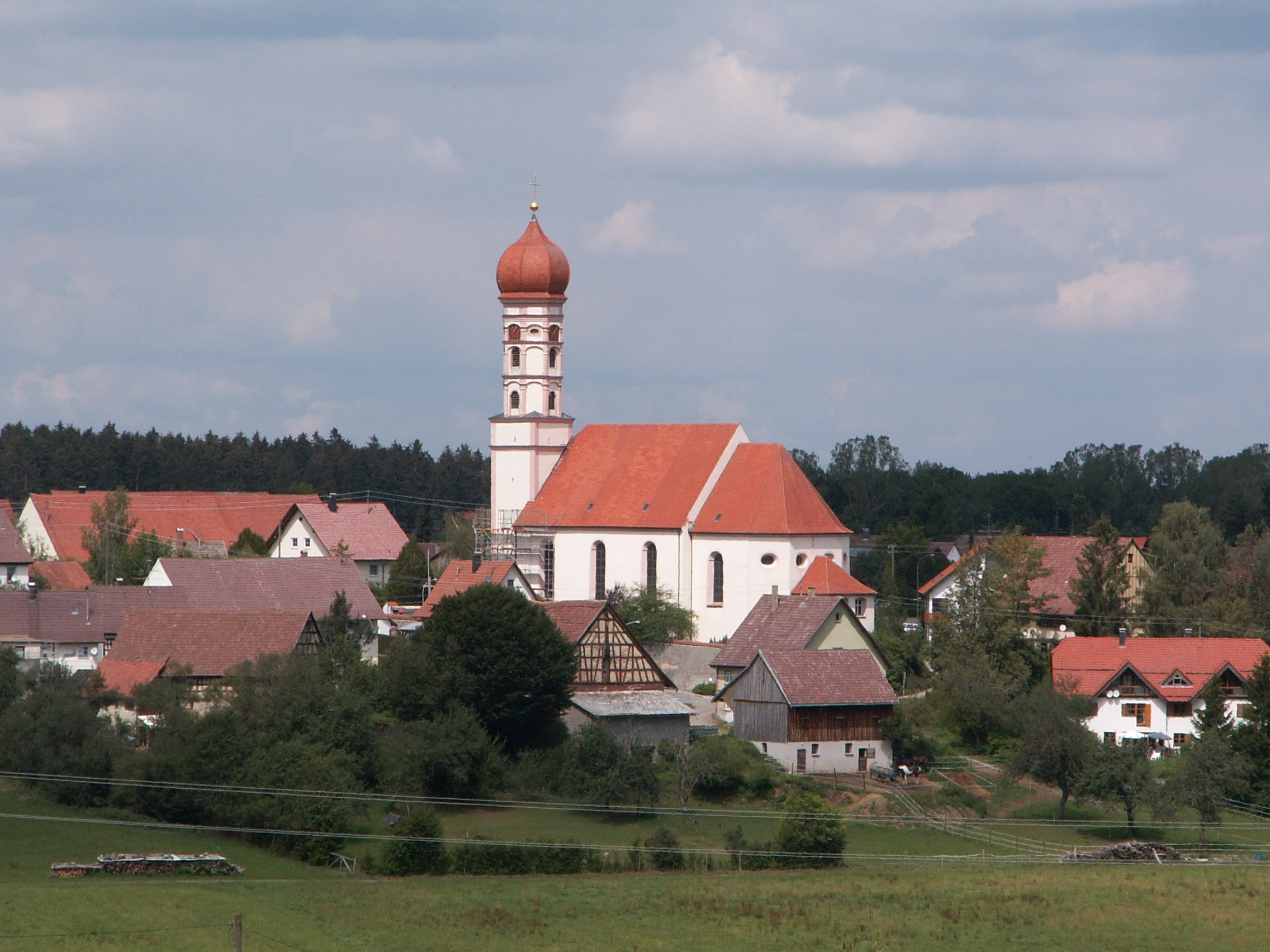
Steinhausen an der Rottum von Südosten

Steinhausen an der Rottum ist die höchstgelegene Gemeinde im südöstlichen Teil des Landkreises Biberach in Oberschwaben.

## Geographie
Steinhausen an der Rottum liegt in Oberschwaben in 620 bis 705 Meter Höhe am Übergang zum Vorallgäu, fünf Kilometer von Ochsenhausen entfernt.
Die Gemeinde verfügt über zwei moderne Kindergärten, die Städtische Katholische Grundschule Steinhausen und ein 1991 neu erbautes Rathaus. Sportplätze, Turn-, Gemeinde- und Festhallen sowie ein Badeweiher bilden die Grundlage für das Kultur- und Freizeitangebot und die Voraussetzungen für ein reges Leben in den bürgerlichen und kirchlichen Vereinen, insbesondere den Musikkapellen und Sportvereinen.

### Gemeindegliederung
Die Gemeinde besteht neben Steinhausen an der Rottum selbst aus den Teilorten Bellamont und Rottum.
Das Dorf Steinhausen liegt auf der Hochfläche am linken Hang des Tals der Unteren Rottum, das Dorf Rottum im Tal der Oberen Rottum und an dessen Hängen in einer für ein Dorf untypischen, nach allen Seiten aussichtsreichen Höhenlage. Südlich dieser Dörfer liegt Bellamont.

### Nachbargemeinden
Von Westen beginnend grenzt Steinhausen an die Gemeinden Ochsenhausen, Erlenmoos, Rot an der Rot und Eberhardzell.

### Schutzgebiete
Nördlich von Rottum beginnt das Landschaftsschutzgebiet, die Bellamonter Rottum mit Krummbachhang, südlich von Bellamont liegt das Landschaftsschutzgebiet Holzweiher, Iller-Rottal im Osten. Die Gemeinde hat zudem Anteil am FFH-Gebiet Rot, Bellamonter Rottum und Dürnach.

## Geschichte

### Steinhausen an der Rottum
1128 wurde erstmals ein Ort Obrostetten genannt, später als Oberstetten. 1275 erwähnt wird eine Kirche und Pfarrei, der Ort war um diese Zeit jedoch nach Auskunft einer kirchlichen Chronik von seinen Bewohnern verlassen. In der Urkunde steht „locus desertus“, verlassener Ort (öder Hügel).
Beim heutigen Ortsteil Schloßberg stand ein Burgstall, der Stammsitz der Herren von Oberstetten. 1392 wurden der Burgstall „zem Stainhuse“, der Ort sowie 10 Höfe und der Kirchensatz von den Herren von Mundeldingen an das Kloster Ochsenhausen verkauft (1459 wurde die Pfarrei dann vom Kloster inkorporiert). Ebenfalls 1392 soll nach einer Überlieferung die bei der Burg stehende Pfarrkirche abgebrochen und durch die Kapelle „zum Steinhaus“ auf offenem Feld ersetzt worden sein, die ab 1429 der hl. Maria geweiht war. Bereits im 14. Jahrhundert wurde dort eine Pietà-Skulptur von 1350 verehrt. 1672–1673 wurde die Pfarrkirche vom Kloster Ochsenhausen durch eine barocke Wallfahrtskirche ersetzt.
Im Zuge der Säkularisation erfolgte die Besitzergreifung von Ort und Kloster Ochsenhausen durch Franz Georg Reichsgraf von Metternich-Winneburg-Beilstein am 20. Februar 1803 mit einem Patent an alle Untertanen. Am 30. Juni 1803 verlieh Kaiser Franz II. dem Reichsgrafen die persönliche Fürstenwürde und erhob Ochsenhausen zum Fürstentum. Im Jahre 1806 wurde das Gebiet staatsrechtlich dem Königreich Württemberg angegliedert und 1810 dem Oberamt Biberach zugeordnet. 1809 wurde das Schultheißenamt Steinhausen gebildet. Bis 1825 hatten die Fürsten von Metternich-Winneburg jedoch die Standesherrschaft inne.
Neben zahlreichen Einzelgehöften gehören zum Ortsteil Steinhausen noch die kleineren Dörfer Ehrensberg (1252 erstmals erwähnt) und Englisweiler (1316 erstmals erwähnt).

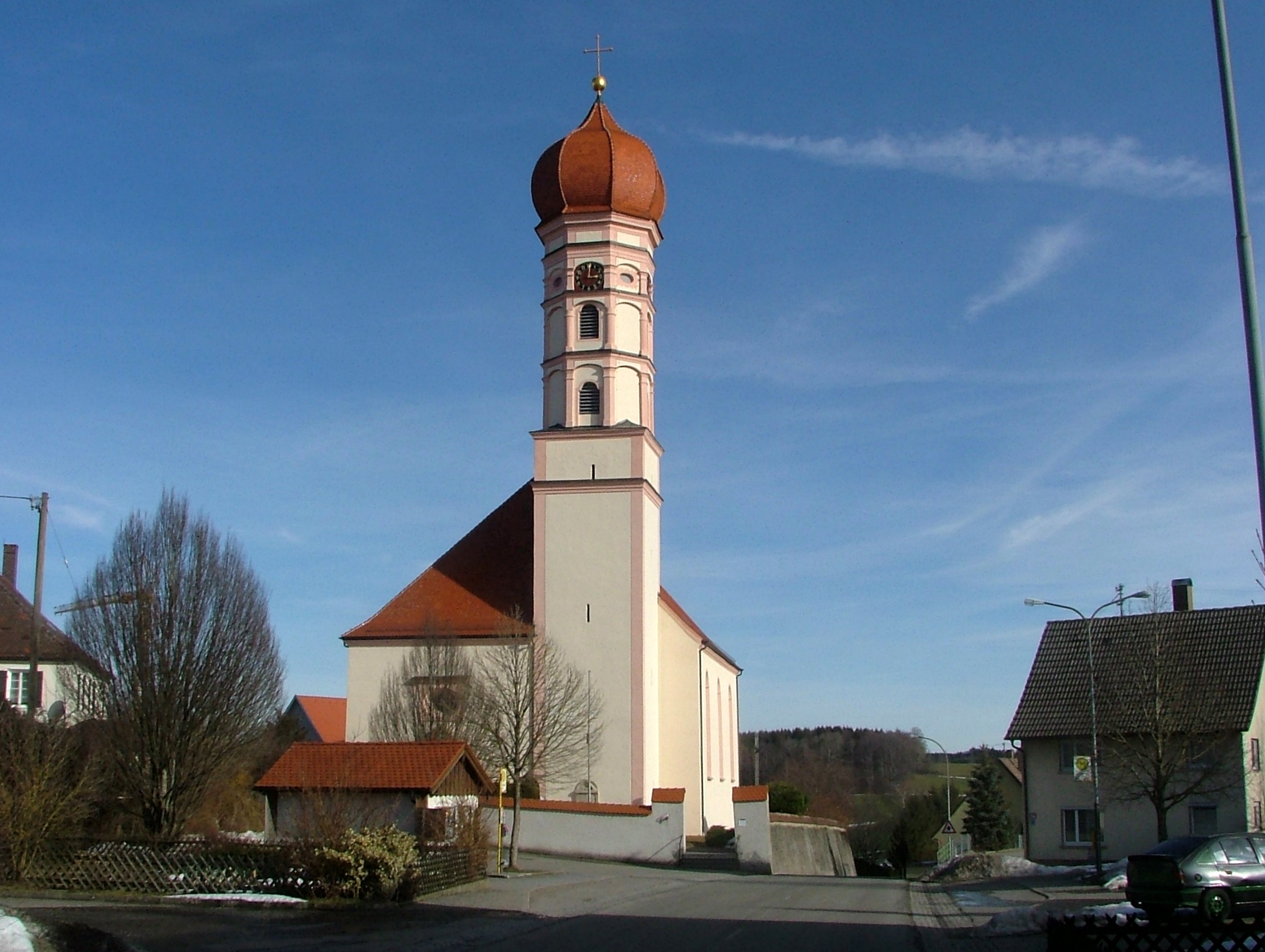
Steinhausen an der Rottum
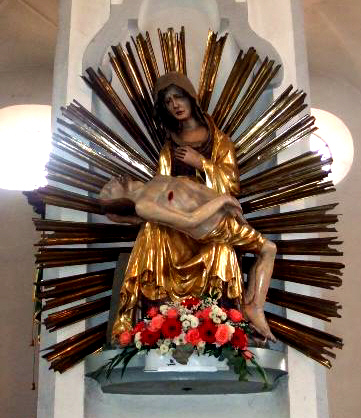
Das Gnadenbild in der Pfarr- und Wallfahrtskirche Steinhausen an der Rottum, eine Pietà von 1350.
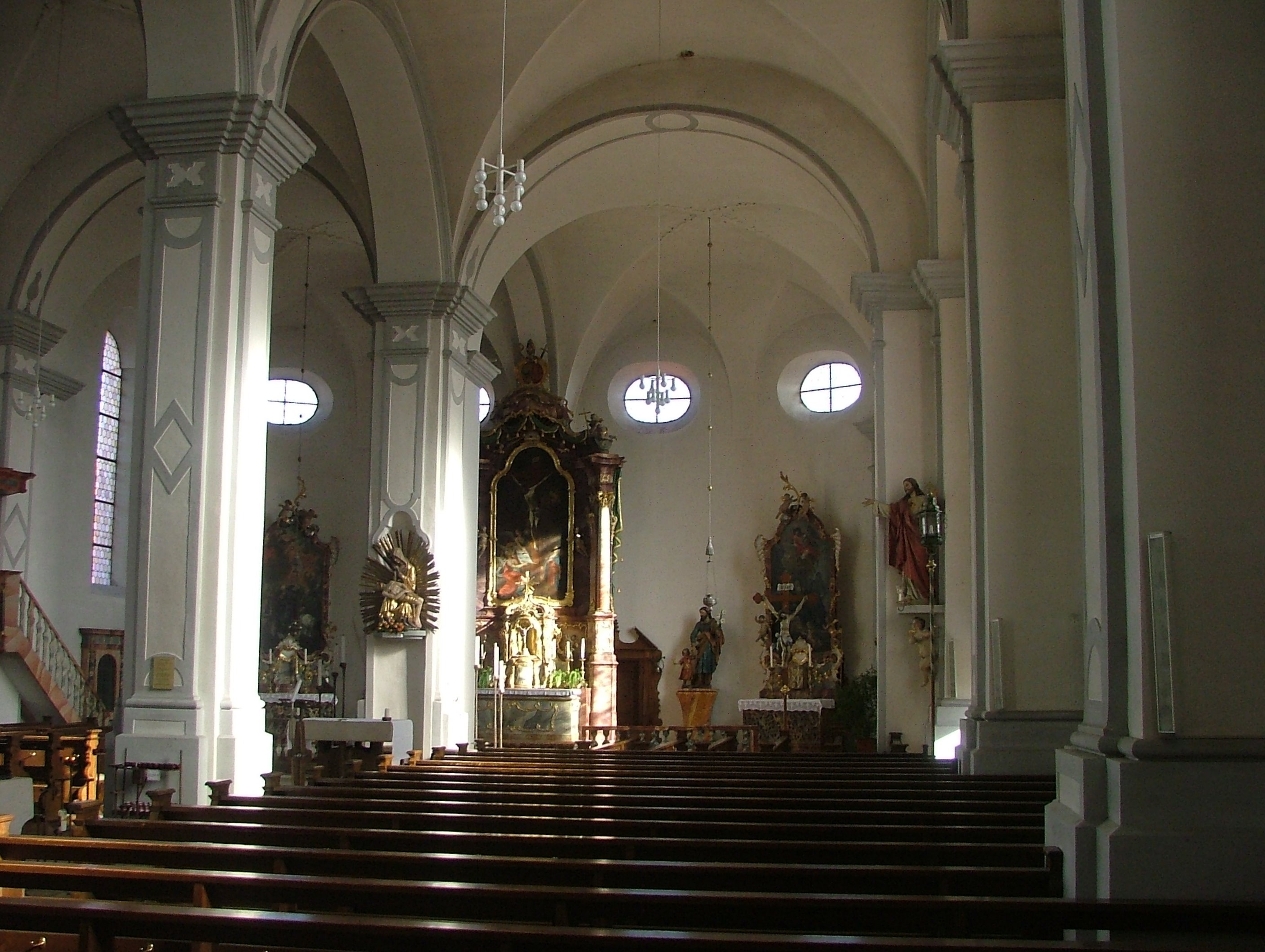
Doppelhallenkirche

### Bellamont

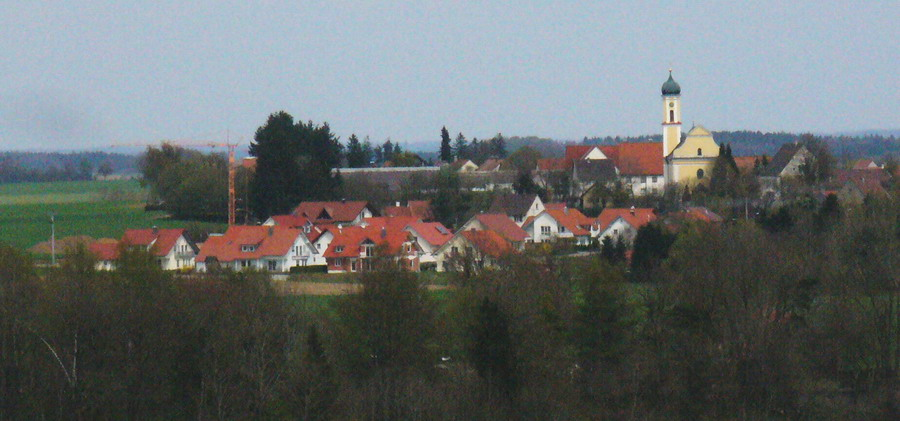
Bellamont

Bellamont wurde 1258 erstmals als Belmunt urkundlich genannt. Ortsadel ist von 1258 bis 1352 erwähnt. Der (räto)romanische Name ist vermutlich auf eine hochmittelalterliche Namensübertragung von dem gleichnamigen Adelssitz in Graubünden zurückzuführen. 1275 wird eine Kirche und Pfarrei genannt, die bis 1470 teilweise von Ellwangen aus versorgt wurde. Ab 1417 gehörte der Ort zur Herrschaft Eberhardzell, die später vom Haus Waldburg ausgeübt wurde. 1580 verkaufte Truchseß Jakob von Waldburg den Ort an Jos Ludwig von Ratzenried, 1595 erwarb die Reichsabtei Ochsenhausen den Ort (das schon 1396/1397 erste Güter im Ort erworben hatte). 1725 errichtete das Kloster unter Reichsabt Beda Werner eine barocke Pfarrkirche, die unter Abt Cölestin Frener fertiggestellt wurde. 1792–1793 wurde der Ort vereinödet, wobei zunächst 16 Einzelhöfe entstanden. Mit dem Klosteramt Ochsenhausen kam der Ort wie Steinhausen 1803 an das Haus von Metternich-Winneburg und 1806 an Württemberg. 1809 wurde ein Schultheißenamt Bellamont eingerichtet, das ab 1810 zum Oberamt Biberach gehörte.
Der Weiler Badhaus entstand an einer schwefelhaltigen Quelle und ist seit 1461 (als Schwaißbad und Klingelbad) belegt, 1529 wurden eine Tafern und eine Badstube dort genannt.
Der im Mittelalter bereits belegte Weiler Kemnat (der zunächst zum Schultheißenamt Horn-Fischbach gehörte, dann zur Gemeinde Ummendorf) kam 1841 zur Gemeinde Bellamont.

### Rottum
Rottum wurde 1182 als Rothemun erstmals erwähnt. Das Dorf war zunächst im Besitz des Klosters Rot an der Rot, später im Besitz des Klosters Ochsenhausen. 1453 wurde die Kirche St. Mauritius errichtet. 1803 kam Rottum mit dem Klosteramt Ochsenhausen an die Grafen von Metternich-Winneburg (und 1806 an Württemberg). 1803–1804 wurde der Ort vereinödet.
Kirchlich war der Rottum zunächst eine Filialpfarrei von Ummendorf (bei Biberach). Mit der Pfarrei Ummendorf kam die Filialgemeinde 1373 von den Herren von Schellenberg an das Kloster Weißenau bei Ravensburg, das sie aber 1520 im Tausch an das Kloster Ochsenhausen abgab, das schon die Grundherrschaft im Ort innehatte. 1803 fiel Rottum an den Fürsten von Metternich-Winneburg und 1806 an Württemberg. Seit 1807 ist die Pfarrei St. Mauritius selbständig. 1810 kam Rottum zum Oberamt Biberach.

### Verwaltungszugehörigkeit
Bei der Kreisreform 1938 während der NS-Zeit in Württemberg ging das alte Oberamt Biberach, das seit 1934 Kreis Biberach hieß, im neuen Landkreis Biberach auf und die drei Altgemeinden Bellamont, Rottum und Steinhausen sind seither Teil dieses Landkreises.
Nach dem Zweiten Weltkrieg fielen die Altgemeinden in die Französische Besatzungszone und kamen somit zum neu gegründeten Land Württemberg-Hohenzollern, welches 1952 als Regierungsbezirk Südwürttemberg-Hohenzollern im Land Baden-Württemberg aufging.

### Religionen

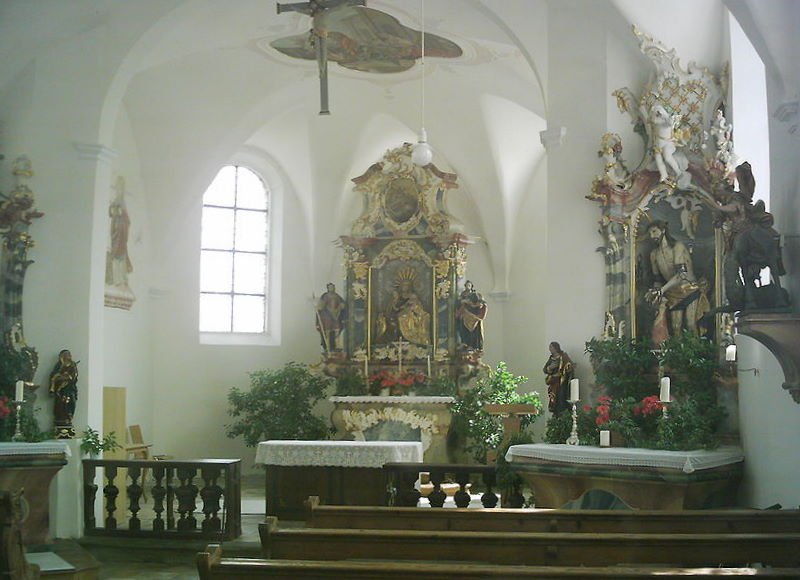
St.-Anna-Kapelle

Die Gemeinde ist wie das Umland römisch-katholisch geprägt. Auf dem Gemeindegebiet gibt es drei katholische Pfarreien. Alle drei Pfarreien sind der Seelsorgeeinheit St. Benedikt zugeordnet. Die Seelsorgeeinheit gehört dem Dekanat Biberach der Diözese Rottenburg-Stuttgart an.
- Pfarrei Mariä Himmelfahrt in Steinhausen
- Pfarrei St. Blasius in Bellamont
- Pfarrei St. Mauritius in Rottum

Die evangelischen Einwohner gehören der evangelischen Kirchengemeinde Erolzheim-Rot an, die dem Kirchenbezirk Biberach der Evangelischen Landeskirche in Württemberg angehört.

### Eingemeindungen
Am 1. Januar 1975 wurden die beiden bis dahin selbstständigen Gemeinden Bellamont und Rottum nach Steinhausen an der Rottum eingemeindet.

### Einwohnerentwicklung
| Jahr      | 1871 | 1910 | 1939 | 1950 | 1961 | 1970 | 1975 | 1991 | 1995 | 2005 | 2010 | 2015 | 2020 |
| --------- | ---- | ---- | ---- | ---- | ---- | ---- | ---- | ---- | ---- | ---- | ---- | ---- | ---- |
| Einwohner | 1309 | 1729 | 1589 | 1660 | 1603 | 1639 | 1624 | 1719 | 1755 | 1925 | 1921 | 2003 | 2179 |

## Politik

### Gemeinderat
Steinhausen an der Rottum wählt den Gemeinderat nach dem Verfahren der unechten Teilortswahl. Die Zahl der Gemeinderäte kann durch Überhangmandate variieren. Der Gemeinderat besteht aus den 12 gewählten ehrenamtlichen Gemeinderäten und dem stimmberechtigten Bürgermeister als seinem Vorsitzenden. Die Kommunalwahl am 9. Juni 2024 führte zu folgendem Ergebnis. Die Wahlbeteiligung betrug 74,28 % (2019: 69,7 %).
| Partei / Liste    | Sitze   | Stimmenanteil | Ergebnis 2019   |
| ----------------- | ------- | ------------- | --------------- |
| Freie Wähler      | 6 Sitze | 50,21 %       | 6 Sitze, 47,2 % |
| CDU               | 0 Sitze | 0 %           | 6 Sitze, 52,3 % |
| Unabhängige Liste | 6 Sitze | 49,79 %       | 0 Sitze, 0 %    |

### Wappen und Flagge
| Wappen der Gemeinde Steinhausen an der Rottum | Blasonierung: „In Rot ein aus dem Unterrand emporkommendes, gemauertes silbernes (weißes) Steinhaus (Giebelseite) mit rundbogigem schwarzem Tor und sechs schartenartigen Fenstern.“ |
| Wappen der Gemeinde Steinhausen an der Rottum | Wappenbegründung: In den Jahren zwischen 1930 und 1939 hat die Gemeinde die naturalistische Abbildung einer Feldkapelle als Siegelbild in ihre Dienstsiegel aufgenommen. Nach der Überlieferung wurde eine frühere Pfarrkirche 1392 abgebrochen und an der Stelle der offenen Feldkapelle „zum Steinhaus“ neu gebaut. An diese Bezeichnung und damit an den Gemeindenamen erinnert das Bild des am 4. Februar 1969 vom Innenministerium zusammen mit der Flagge verliehenen redenden Wappens. |

Wappen der ehemals eigenständigen Gemeinden

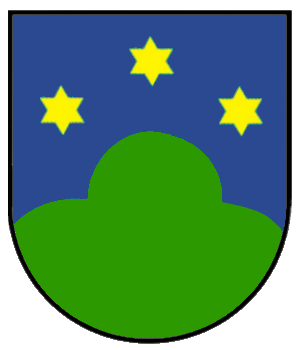
Bellamont
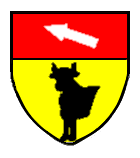
Rottum

Die Flagge der Gemeinde ist Weiß-Rot.

### Gemeindepartnerschaft
Die Gemeinde verbindet seit 1983/84 eine Partnerschaft mit der französischen Gemeinde Chaponnay im Département Rhône.

## Infrastruktur

### Verkehr
Durch die Ortsteile Rottum und Bellamont führt als Landes-Fernradweg der Oberschwaben-Allgäu-Radweg. Er ist eine Rundstrecke über Ulm und Tettnang und verläuft von Ochsenhausen kommend durch das Gemeindegebiet und weiter über Füramoos (Gemeinde Eberhardzell) nach Bad Wurzach.

### Bildungseinrichtungen
Steinhausen an der Rottum verfügt über eine eigene Grundschule. Außerdem verfügen Steinhausen und Bellamont über je einen eigenen Kindergarten.

## Bauwerke
- Steinhausen an der Rottum: Kirche Mariä Himmelfahrt, zweischiffige barocke Wallfahrtskirche von 1672/73 mit Hochaltar und Seitenaltären des Barock
- Steinhausen an der Rottum: St.-Anna-Kapelle, vom Kloster Ochsenhausen 1592 erbaut, 1753 barockisiert (verbunden mit einem Eremitenhaus des 18. Jahrhunderts). Zur Ausstattung gehören eine Madonna eines Ulmer Meisters (um 1475), eine Anna-Selbdritt-Gruppe (um 1500) und barocke Skulpturen.
- Bellamont: Kirche St. Blasius von 1725 (renoviert ab 1975), mit bedeutenden spätgotischen Figuren der hl. Maria, Petrus und Paulus aus dem zwischen 1496 und 1499 errichteten Ochsenhauser Hochaltar
- Rottum: St. Mauritius, gotischer Bau, 1758 durch das Kloster Ochsenhausen erweitert und barockisiert, im 19. Jahrhundert neuromanisch umgestaltet, renoviert 1974. Zur Ausstattung gehören barocke Skulpturen sowie ein klassizistisches Taufbecken und eine Kanzel aus derselben Epoche. Die Monumentalskulptur des gekreuzigten Christus (16. Jahrhundert) soll aus dem Abteirefektorium des Klosters Ochsenhausen stammen.

In Hirschbronn und Kemnat gibt es zwei kleine Kapellen aus dem 19. Jahrhundert.

## Söhne und Töchter der Gemeinde
- Moritz von Aberle (1819–1875), Theologe, im Ortsteil Rottum geboren
- Jakob Fischer (1863–1943), Entdecker der Apfelsorte Jakob Fischer
- Karl Hermann Schelkle (1908–1988), römisch-katholischer Priester und Theologe

## Trivia
1593 wurde Martin Fritz aus der Kemnat zu Steinhausen in Rottweil durch Rädern hingerichtet und verbrannt. Der Rat der Stadt Rottweil hat am 15. April 2015 einen Beschluss zur sozialethisch-moralischen Rehabilitierung der Opfer der Hexenprozesse gefasst.